# دستگرد (زز و ماهرو)
دستگرد روستایی در دهستان زز شرقی بخش زز و ماهرو شهرستان الیگودرز استان لرستان ایران است.

## جمعیت
بر پایه سرشماری عمومی نفوس و مسکن در سال ۱۳۹۵ جمعیت این روستا ۱۱۷ نفر (۴۲خانوار) بوده‌است.